# Primera División 1941 (Uruguay)
Het seizoen 1941 van de Primera División was het 38e seizoen van de hoogste Uruguayaanse voetbalcompetitie.

## Teams
Er namen elf ploegen deel aan de Primera División tijdens het seizoen 1941. Dit waren dezelfde ploegen als vorig seizoen; er was wel promotie vanuit de Divisional Intermedia mogelijk, maar de kampioen van die competitie wist vorig seizoen de promotie/degradatiewedstrijden tegen CA Bella Vista niet te winnen.
| Club                      | Stad       | Stadion                              | Vorig seizoen |
| ------------------------- | ---------- | ------------------------------------ | ------------- |
| CA Bella Vista            | Montevideo | Parque José Nasazzi                  | 11e           |
| Central FC                | Montevideo | Estadio Parque Palermo               | 10e           |
| CA Defensor               | Montevideo | Parque Rodó                          | 7e            |
| Liverpool FC              | Montevideo | Estadio Belvedere                    | 5e            |
| Montevideo Wanderers FC   | Montevideo | Estadio Parque Alfredo Víctor Viera  | 3e            |
| Club Nacional de Football | Montevideo | Estadio Centenario                   | 1e            |
| CA Peñarol                | Montevideo | Estadio Centenario                   | 4e            |
| Racing Club de Montevideo | Montevideo | Cancha Reducto                       | 9e            |
| Rampla Juniors FC         | Montevideo | Parque Nelson                        | 2e            |
| CA River Plate            | Montevideo | Estadio Parque Federico Omar Saroldi | 6e            |
| IA Sud América            | Montevideo | Estadio Parque Carlos Ángel Fossa    | 8e            |

## Competitie-opzet
Alle clubs speelden tweemaal tegen elkaar. De ploeg met de meeste punten werd kampioen. De ploeg die laatste werd degradeerde naar de Primera B.

### Kwalificatie voor internationale toernooien
De winnaar van de competitie plaatste zich voor de Copa Ricardo Aldao (afgekort tot Copa Aldao). Deze beker werd betwist tussen de landskampioenen van Argentinië en Uruguay om zo te bepalen wie zich de beste Rioplatensische ploeg zou mogen noemen. De nummer twee kwalificeerde zich voor de Copa de Confraternidad Escobar-Gerona (kortweg Copa Escobar-Gerona), een nieuwe competitie waarin de nummers twee van Uruguay en Argentinië het tegen elkaar opnamen.

### Torneo Competencia en Torneo de Honor
Voorafgaand aan het seizoen werd het Torneo Competencia gespeeld tussen de ploegen in de Primera División. Dit toernooi werd gewonnen door CA Peñarol. Ook werd er gestreden om het Torneo de Honor. In tegenstelling tot de voorgaande jaren was dat dit seizoen geen onafhankelijke competitie. De ploeg die het beste presteerde in het Torneo Competencia en in de eerste seizoenshelft van de Primera División werd uitgeroepen tot winnaar van het Torneo de Honor.
In totaal speelden de elf ploegen dit seizoen driemaal tegen elkaar. De eerste ontmoeting telde mee voor het Torneo Competencia en het Torneo de Honor, de tweede ontmoeting voor de Primera División en het Torneo de Honor en de laatste ontmoeting enkel voor de Primera División.

### Eerste seizoenshelft
Club Nacional de Football, CA Peñarol en Racing Club de Montevideo hadden de beste competitiestart. Zij wonnen allemaal de eerste drie wedstrijden. Liverpool FC - dat in het Torneo Competencia voorafgaand aan het seizoen nog derde was geworden - opende juist met drie nederlagen. Tijdens de vijfde speelronde speelden (de tot dan toe ongeslagen ploegen) Peñarol en Racing tegen elkaar. Dit resulteerde in een 4–2 overwinning voor Peñarol. De daaropvolgende speelronde leed Peñarol zelf ook hun eerste nederlaag (tegen IA Sud América), waardoor Nacional als enige ploeg met de maximale score overbleef. Ook CA River Plate bracht Peñarol vervolgens een nederlaag toe en tegen Nacional leden de Aurinegros hun derde verlies op rij. Met deze uitslag verzekerde Nacional zich van de koppositie tot ten minste halverwege de competitie, en waren ze ook zeker van eindwinst in het Torneo de Honor.
Nacional won vervolgens ook hun resterende wedstrijden in de eerste seizoenshelft, waardoor ze voor de tweede maal op rij de maximale score behaalden in een seizoenshelft. Ze hadden op dat moment al twintig competitiewedstrijden op rij gewonnen. In het klassement hadden ze zes punten voorsprong op Peñarol, de eerste achtervolger. Liverpool had zich na de slechte start opgewerkt tot een positie in de middenmoot en de laatste plaats overgedragen aan Montevideo Wanderers FC (vorig jaar nog derde).

### Tweede seizoenshelft
Doordat Nacional bleef winnen was het niet de vraag wie er kampioen zou worden, maar wanneer de Tricolores zeker waren van de landstitel. Peñarol bleef echter zelf ook punten pakken, waardoor zij Nacional in theorie de titel nog konden onthouden. De degradatiestrijd was spannender: Montevideo Wanderers had enkele zeges geboekt waardoor CA Bella Vista nu laatste stond. Het verschil tussen de nummer zeven en elf was echter maar twee punten.
In de achttiende speelronde won Nacional met 3–2 van Wanderers. Met deze overwinning waren ze zeker van hun derde titel op rij, de zestiende in totaal. Ook de strijd om de tweede plek was al gestreden; die kon Peñarol niet meer ontgaan. Sud América, Racing, Rampla Juniors FC en River Plate streden om de derde plaats. De degradatiestrijd werd beslecht in het nadeel van Bella Vista. Één wedstrijd voor het einde viel het doek voor de Papales, ze hadden zelf moeten winnen en hun concurrenten moesten verliezen, maar dit gebeurde allebei niet. Voor de derde keer op rij eindigde Bella Vista als laatste. De vorige twee keer konden ze zich via de nacompetitie nog redden, maar die mogelijkheid bestond in 1941 niet, waardoor ze volgend seizoen voor het eerst sinds 1922 zouden ontbreken in de Primera División.
Kampioen Nacional verzwakte niet nadat ze de titel al hadden binnengesleept. Tegen rivaal Peñarol wonnen ze met 6–0, de grootste winstmarge ooit in een wedstrijd tussen de twee rivalen. Ook de andere wedstrijden in het competitieslot wonnen ze, waardoor ze het seizoen beëindigden met twintig zeges uit twintig duels. Het was de vierde keer (na 1900, 1902 en 1905 dat de kampioen alle wedstrijden had gewonnen, maar nog maar de eerste keer sinds de invoering van het profvoetbal en de eerste keer in een competitie met meer dan tien wedstrijden. Achter Peñarol eindigde Rampla Juniors op de derde plaats. Central werd vierde.

### Eindstand
|     | Club                      | Sp. | W  | G | V  | Pnt. | DV | DT | DS  |
| --- | ------------------------- | --- | -- | - | -- | ---- | -- | -- | --- |
| 01. | Club Nacional de Football | 20  | 20 | 0 | 0  | 40   | 79 | 22 | +57 |
| 2.  | CA Peñarol                | 20  | 15 | 1 | 4  | 31   | 60 | 31 | +29 |
| 3.  | Rampla Juniors FC         | 20  | 8  | 6 | 6  | 22   | 37 | 33 | +4  |
| 4.  | Central FC                | 20  | 7  | 5 | 8  | 19   | 29 | 38 | –9  |
| 5.  | IA Sud América            | 20  | 7  | 5 | 8  | 19   | 32 | 40 | –8  |
| 6.  | Racing Club de Montevideo | 20  | 6  | 6 | 8  | 18   | 38 | 46 | –8  |
| 7.  | CA River Plate            | 20  | 7  | 3 | 10 | 17   | 35 | 41 | –6  |
| 8.  | Liverpool FC              | 20  | 6  | 5 | 9  | 17   | 26 | 42 | –16 |
| 9.  | Montevideo Wanderers FC   | 20  | 5  | 4 | 11 | 14   | 37 | 37 | 0   |
| 10. | CA Defensor               | 20  | 4  | 6 | 10 | 14   | 25 | 44 | –19 |
| 11. | CA Bella Vista            | 20  | 3  | 3 | 14 | 9    | 21 | 45 | –24 |

### Legenda
| Kleur | Kwalificatie voor              |
| ----- | ------------------------------ |
|       | Copa Aldao 1941                |
|       | Copa Escobar-Gerona 1941       |
|       | Degradatie naar Primera B 1942 |

| Winnaar Primera División 1941       |
| ----------------------------------- |
| Club Nacional de Football 16e titel |

#### Topscorers
De topscorerstitel ging wederom naar Atilio García van Club Nacional de Football (22 doelpunten). Het was voor García de vierde topscorerstitel op rij.
| №  | Speler        | Club                      | Goals |
| -- | ------------- | ------------------------- | ----- |
| 1. | Atilio García | Club Nacional de Football | 22    |